# Maison Radovanović à Miokovci
La maison Radovanović à Miokovci (en serbe cyrillique : Кућа Радовановића у Миоковцима ; en serbe latin : Kuća Radovanovića u Miokovcima) se trouve à Miokovci, sur le territoire de la Ville de Čačak et dans le district de Moravica, en Serbie. Elle est inscrite sur la liste des monuments culturels protégés de la République de Serbie (identifiant no SK 902),,.

## Présentation
La maison a été construite en 1866.
De plan carré, elle se compose d'un haut rez-de-chaussée et d'un étage en pierre ; son toit à quatre pans est recouvert de tuiles

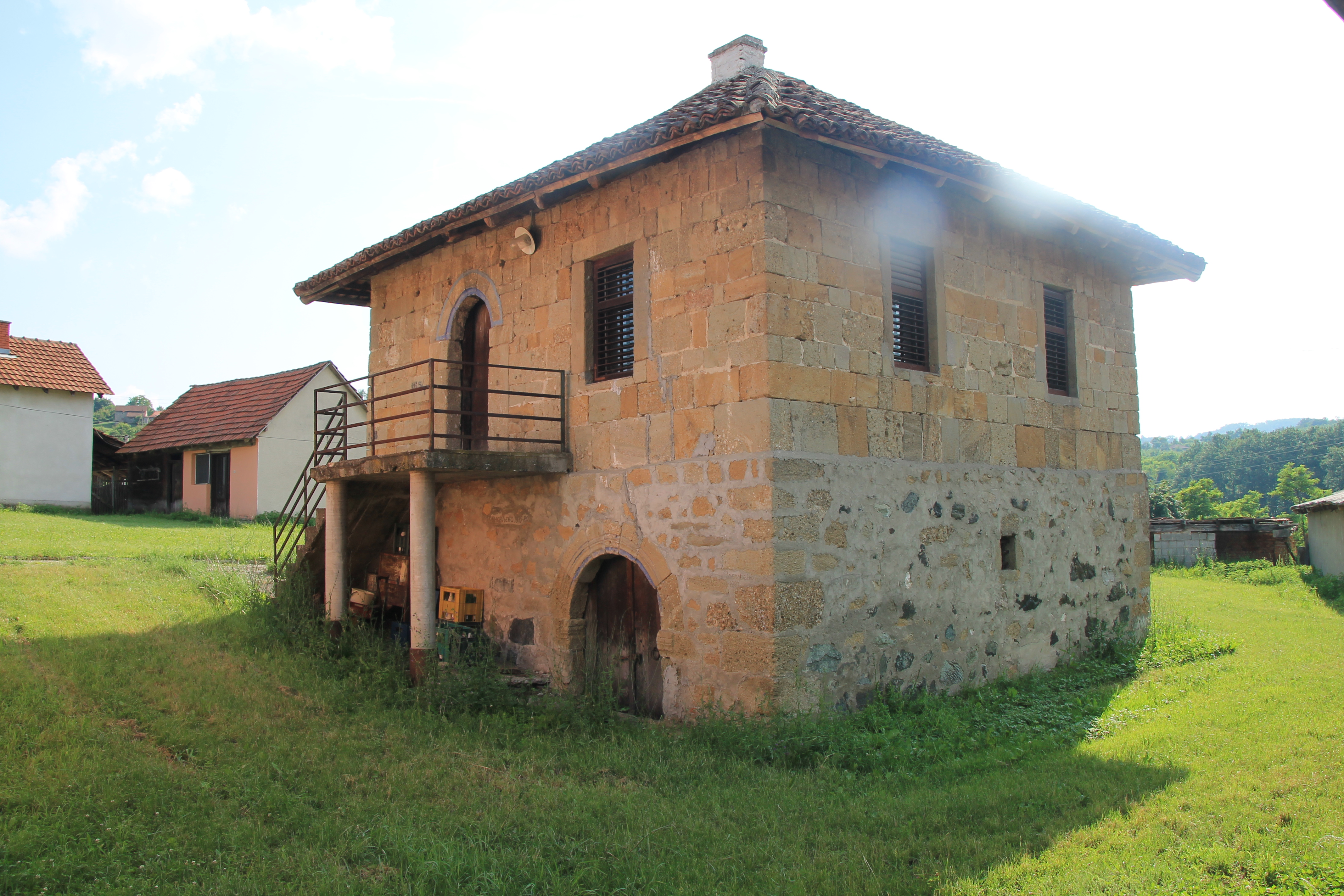
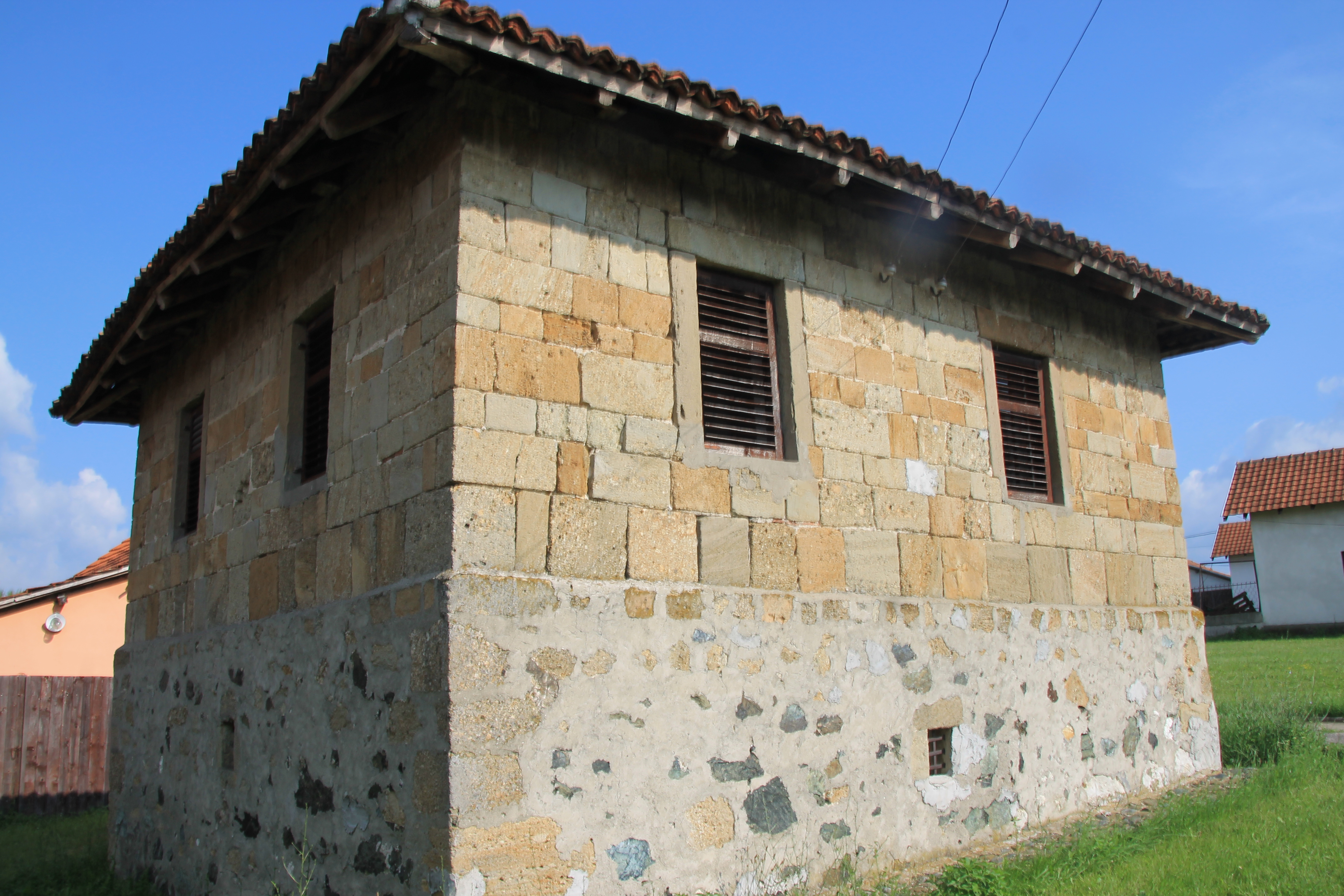
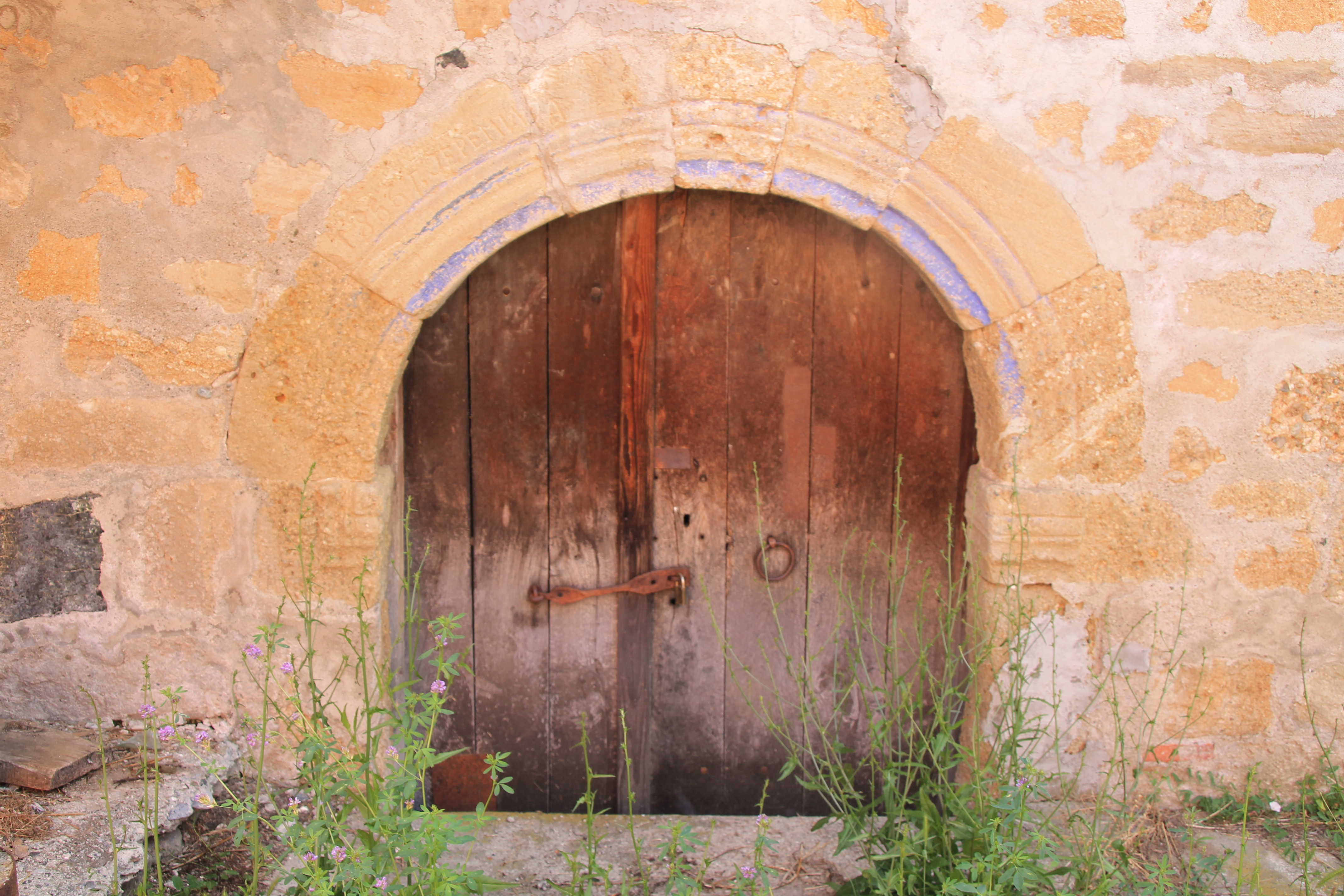
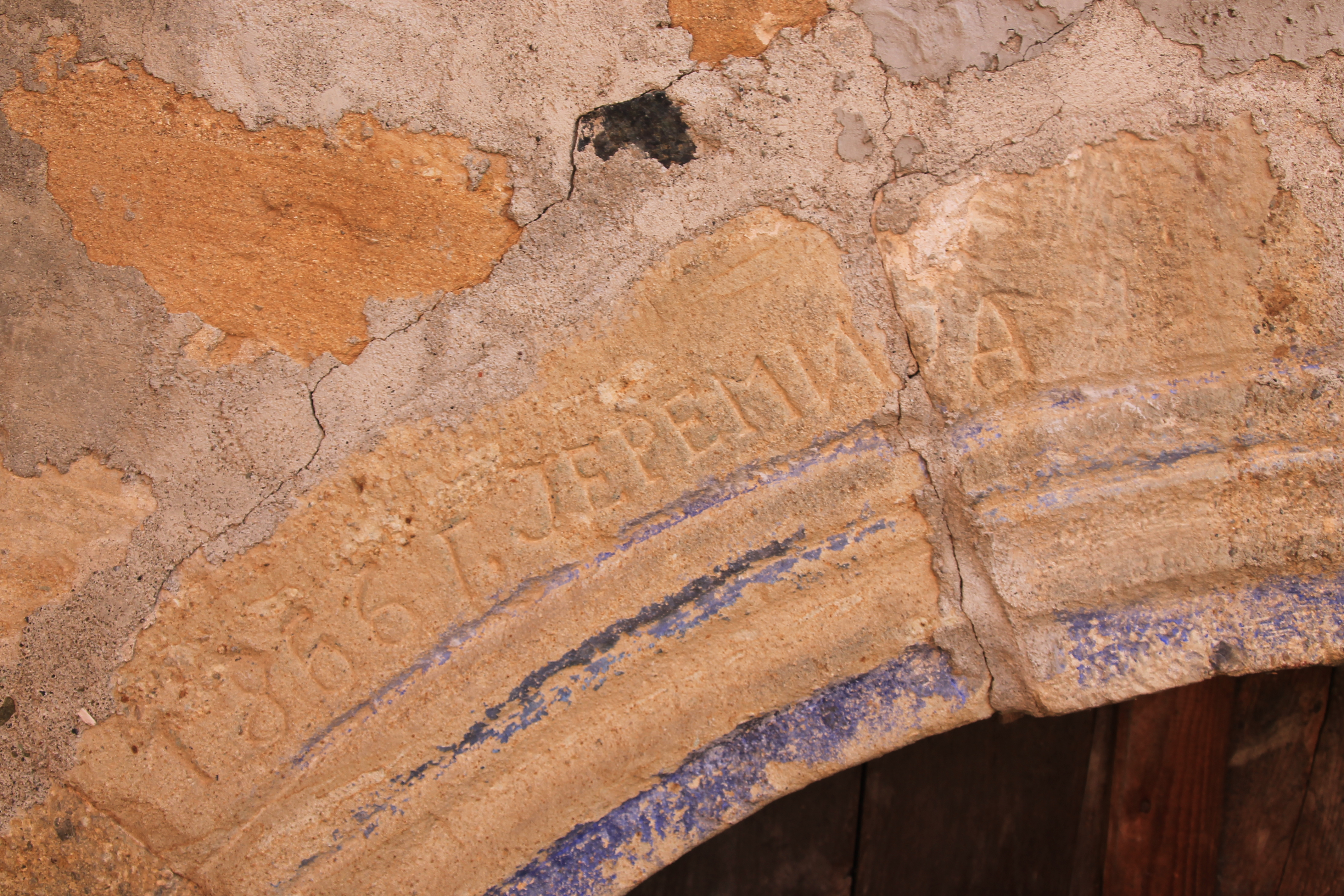